# Changaa
Changaa ou Chang'aa é uma bebida alcoólica ilegal e muito popular no Quénia. Seu processo de produção envolve a destilação de grãos como milho e sorghum.
A produção e distribuição do Changaa é controlada na maioria dos casos por organizações criminais, como por exemplo o Mungiki. Cervejarias que comercializam Changaa podem ser punidas com multas entre US$0.15 a 0.25 por unidade vendida. A taxa de fermentação do milho e do sorghum é algumas vezes aumentada pela adição de gasolina ou ácido de bateria, que dão à bebida mais "potência".
Em 2010 um incidente ocasionou que muitas pessoas morressem ou sofressem de cegueira pela ingestão de Changaa contaminado com metanol. Dez mililitros de metanol pode queimar o nervo óptico e trinta mililitros pode ser uma dose fatal.
Além disto a revista The Economist reportou que durante operações policias para fechar fábricas clandestinas da bebida, fezes e ratos em decomposição foram encontrados juntos da água da bebida.